# Saab F-35 Draken

 Denne artikel omhandler Draken kampflyet. Opslagsordet har også en anden betydning, se Draken (biograf).
Saab 35 Draken (svensk for Dragen) er et svensk kampfly bygget af Saab i 651 eksemplarer mellem 1955 og 1974. Draken var det første fuldt supersoniske fly, der var i tjeneste i Vesteuropa.
Draken blev udviklet sidst i 1940'erne og først i 1950'erne og var beregnet til at afløse Sveriges førstegenerations jetjagere, først Saab J 29 Tunnan og senere jagerversionen (J 32B) af Saab 32 Lansen. Flyet havde en innovativ "dobbelt deltavinge", og for at teste de aerodynamiske kvaliteter i denne helt nye konfiguration fremstillede og fløj man med en nedskaleret udgave af flyet, Saab 210. Al udvikling og produktion foregik i Sverige, og Draken trådte i tjeneste ved Flygvapnet den 8. marts 1960. De første udgaver af flyet blev udelukkende anvendt til luftværnsmissioner, og typen var i datiden anset for at være en kapabel dogfighter.
Draken tjente som et effektivt supersonisk jagerfly under den kolde krig. Mens flyet var i svensk tjeneste, blev det ad flere omgange opgraderet. Den endelige version var J 35J-modellen. Flyet blev eksporteret til Østrig, Danmark, Finland og USA.
Fremme i 1980erne var Flygvapnets Draken-fly i det store og hele blevet erstattet med de mere avancerede Saab 37 Viggen-kampfly, og introduktionen af de mere kapable Saab JAS 39 Gripen-kampfly var forventet inden for det næste årti, selv om denne var blevet forsinket. Som en konsekvens af nedskæringer og høje serviceomkostninger valgte Flygvapnet at trække Draken ud af tjeneste i december 1999.

## Udvikling
I den tidlige jetalder, lige efter 2. verdenskrig, forudså det svenske forsvar, at der ville opstå et behov for en jetjager, der dels kunne afskære bombefly i stor flyvehøjde, dels med succes kunne engagere fjendtlige jagere. I løbet af september 1949 udfærdigede Flygvapnet, via Försvarets materielverk, den nyligt formulerede specifikation for et banebrydende interceptor jagerfly, som man forestillede sig kunne angribe fjendtlige bombefly, der opererede med transoniske hastigheder. Man forudså en topfart på Mach 1,4 til 1,5; i løbet af 1956 blev hastighedskravet revideret opefter til Mach 1,7-1,8.
Blandt de øvrige specifikke krav var, at flyet skulle kunne flyves af en enkelt pilot og være i stand til at flyve kampmissioner under alle vejrforhold og om natten, samtidigt med at det skulle kunne lette fra primitivt udrustede flyvepladser og alligevel medføre alt det nødvendige udstyr til at neutralisere moderne jetbombefly. Selv om andre interceptorer, som f.eks. US Air Forces F-104 Starfighter, blev udviklet samtidig med Draken, skulle denne operere under forhold, der var unikke for Sverige. For eksempel skulle flyet være i stand til at starte og lande på et stykke forstærket offentlig vej, som i tilfælde af krig skulle benyttes som feltflyveplads. På en sådan flyveplads skulle flyet kunne optankes og oplades med ammunition på under 10 minutter, med arbejdet udført af værnepligtige soldater med en minimal træning.
Som respons til den udfærdigede specifikation påbegyndte den svenske flyfabrik SAAB arbejdet med et fly, der kunne opfylde rollen. Indledende studier havde vist, at langt de fleste kritiske designopgaver, som var en følge af specifikationen, kunne løses ved at anvende en deltavinget konfiguration. Dette medførte dog en række vanskeligheder - for at vingen kunne sidde i en aerodynamisk gunstig position, måtte den forreste del af skroget forlænges kraftigt, hvilket ville gøre flyet unødvendigt tungt. Den teoretisk optimale løsning viste sig at være en dobbelt-deltavinge. Der var bare den lille hage, at en sådan vingetype aldrig havde været forsøgt i praksis. SAAB's designteam (mere end 500 teknikere, ledet af flyingeniøren Erik Bratt) valgte at designe og bygge et lille jetfly til at teste konceptet med dobbelt-deltavingen.
Dette resulterede i det eneste nedskalerede testfly bygget i Sverige, Saab 210, som uofficielt blev døbt "Lilldraken" (Den Lille Drage). Saab 210 fløj første gang den 21. januar 1952.
Saab 210 var et lille fly: 6,1 meter langt, 4,88 meter bredt og med en Armstrong Siddeley Adder turbojetmotor med en trykkraft på 4,67 kN (1.050 lbf). Selv i denne beskedne konfiguration havde Lilldraken en topfart på 644 km/t (347 knob). 
De udmærkede resultater, som Lilldrakens testflyvninger frembragte, førte til, at der blev placeret en ordre på tre Draken-prototyper i fuld størrelse. Den 25. oktober 1955 fløj den første af disse prototyper første gang. Dette fly havde ingen efterbrænder. Ifølge flymagasinet Flight International blev der udført et atypisk intenst testprogram for at fastslå flyets flyveegenskaber, dets exceptionelle hastighedsområde og de komplicerede systemer. Den anden prototype, som var forsynet med en efterbrænder, kom utilsigtet til at bryde lydmuren under stigning på sin første testflyvning.
I løbet af 1956 gik den første produktionsudgave, Draken J 35A, i serieproduktion, og i februar 1958 gik det første produktionsfly på vingerne.

## Design
Saab 35 Draken er et jagerfly, udstyret med en let genkendelig dobbelt-delta vinge. Magasinet Flight International hævder at det er vanskeligt at skelne mellem hvad der er skroget og hvad der er vingen. Skroget har et cirkulært tværsnit, og den indenbords del af vingen har en stor middelkorde og strækker sig agterud fra motorens luftindtag; det er vanskeligt at se overgangen mellem disse to elementer. Det var ikke nødvendigt med et haleplan, og hele designet er meget 'rent'. Drakens distinkte dobbelt-delta vinge har to forkantvinkler; forkanten af den indre vinge er 80° tilbagestrøget, hvilket giver god ydelse ved høj hastighed, og den ydre vinge er 60° tilbagestrøget og virker godt ved lav hastighed.
Drakens cockpit havde hovedsageligt svensk-producerede instrumenter. Efterhånden som der fremkom nye modeller blev cockpittet revideret og forbedret, f.eks. med en ny hood og med nye instrumenter. Nogle eksportkunder fik en Ferranti-bygget Airpass II-ildledelsesradar, som effektivt kunne opfange forskellige luft- og jordmål, og som kunne samarbejde med flyets navgationssystemer. Typisk ville der blive installeret to separate radiosystemer, en højhastigheds data link og to navigationssystemer. Eftersom flyet ikke gav naturligt feedback i styrepinden, ville et kunstigt feedback blive genereret af et q-feel system. Draken var også udstyret med en tre-akset autopilot.
Skroget i en Draken bestod af to sektioner, forrest og agterst, samlet med bolte. Den forreste sektion, som var integreret med luftindsugningskanalerne og en del af vingestrukturen, indeholder ildledelsesradaren, cockpittet, understellets næsehjul, integrerede brændstoftanke og forskellige andre systemer. Den agterste del, som var fremstillet som et stykke og fast sammenbygget med den agterste del af indervingen, indeholdt motoren og efterbrænderen, brændstoftanke udformet som poser, bevæbning, understellets hovedhjul og andre systemer. Kontrolfladerne består af et konventionelt sideror, sammen med elevons (kombination af højde- og krængeror) på både den ydre og indre vinge, sektionerne på den ydre vinge var afbalanceret med vægte. Hver rorflade blev drevet af et dobbelt sæt hydrauliske aktuatorer, som blev drevet af uafhængige kredsløb. For at spare på vægten blev de hydrauliske systemer drevet med at tryk på ca. 200 bar, mere end det dobbelte af trykket anvendt i den gamle Saab 29 Tunnan.
Drivkraften blev leveret af en enkelt Svenska Flygmotor RM6B/C turbojetmotor, en licensbygget version af Rolls-Royce Avon 200/300-motoren. Der var placeret en nedfældelig ram air turbine (en fartvindsdreven nødgenerator/hydraulikpumpe) under flyets bug, som kunne levere styring i tilfælde af motorsvigt; motoren havde også et indbygget nødstartssystem. For om nødvendigt at reducere landingsstrækningen, kunne Draken benytte en bremseskærm. Den primære bevæbning blev båret eksternt, op til fire AIM-9 Sidewinder luft til luft-missiler blev båret på hard points under vingerne og skroget; alternativt kunne et udvalg af bomber, raketter eller droptanke medbringes. Der var monteret to 30 mm maskinkanoner i den indre vingesektion, senere blev pladsen udnyttet til ekstra brændstof. Alle Draken kunne benyttes som rekognosceringsfly ved at medbringe en kamerabeholder under skroget.

## Operativ historie

### Sverige
Ved slutningen af 1959 påbegyndtes leverancerne af J 35A-Draken til Flygvapnet, og den første enhed der fik flyet var wing F13, der var udstationeret i Norrköping. I marts 1960 deltog F13s Draken i en tre-dages øvelse hvor de fløj nat og dag, til stadighed under vilkårene for "højeste beredskab". Jfr. Flight International var introduktionen af J 35A "gået glat", og det viste sig at 'scramble'- (alarmstart) og 'turn-round'- (klargøring til næste flyvning) tiderne blev fundet "særdeles tilfredsstillende". Ved slutningen af 1960 var adskillige wings (flygflottiljer) blevet udrustet med Draken og havde opnået operativ status.
Selv om J 35-Draken ikke var beregnet til at tjene som 'dogfighter' viste den sig at være manøvredygtig og var et udmærket jagerfly, selvom de tidlige modeller udelukkende var planlagt til at flyve luftværnsmissioner. For at assistere med omskoling af piloter til typen producerede SAAB et mindre antal af det tosædede J 35C-skolefly, den første blev færdig i december 1959. I løbet af 1959 fremkom en forbedret model til luftværn, J 35B, som havde forbedret ydelse og udstyr i forhold til J 35A. Blandt andet var den forsynet med en forbedret motor med en større efterbrænder, en omdesignet halesektion af skroget, et nyt Saab-bygget S.7-sigte og ildledelsesradar, og integration med Sveriges STRIL.60-luftforsvarskontrolnetværk.
I alt 651 stk. Draken blev fremstillet af Saab. Sveriges flåde af Draken bestod af seks forskellige modeller, og yderligere to versioner af Draken blev tilbudt eksportkunder. Den sidste model Draken der blev produceret var J 35F som, opgraderet til J 35J, blev den sidste model i svensk tjeneste. Eksportkunderne var Danmark og Finland. I maj 1985 købte Østrigs Luftvåben 24 stk. J 35D, efter at flyene var blevet renoveret af Saab.
Designet af J 35 Draken gennemgik adskillige opgraderinger. Den sidste af disse var J 35J-versionen, som blev fremstillet sidst i 1980erne; på dette tidspunkt var Draken næsten fuldstændigt afløst af Saab 37 Viggen i tjenesten ved Flygvapnet. Draken J 35J var reelt en 'service life extension' (renovering med levetidsforlængelse) som blev fundet nødvendig efter at leverancen af den nye Saab JAS 39 Gripen havde lidt under adskillige forsinkelser. Programmet var beregnet på at holde Draken flyvende efter år 2000, men som en konsekvens af nedskæringer i budgettet og flytypens høje vedligeholdelsesomkostninger, blev Draken taget ud af svensk tjeneste i december 1998, selv om nogle fly i begrænset omfang har tjent videre i militære og civile roller.

#### Flygvapnets versioner
Flygvapnet var superbruger på Saab 35.
Draken blev produceret fra 1955 til 1974, mens ombygningerne blev foretaget indtil 1991.
- J 35A (Jakt), overlydsjagerfly; afløste J 32B Lansen, J 29F Tunnan og J 34 Hunter i 1960. 90 stk.
- J 35B, med en bedre radar. 73 stk.
- Sk 35C (Skolning), tosædet omskolingsfly. 25 ombyggede J35A.
- J 35D, kraftigere motor. 120 stk.
- S 35E (Spaning), fotorekognosceringsfly afløste S 29C Tunnan. 32 stk. plus 28 ombyggede J 35D.
- J 35F, med forbedret avionics, kun én maskinkanon. 230 stk.
- J 35J, levetidsforlængede J 35F. 66 stk.

### Danmark
Danmark havde i 1964 fået de sidste fly som militærhjælp af USA, og måtte herefter selv indkøbe fly. Fra januar 1966 begyndte Flyvevåbnet at søge efter en afløser for F-100. Ud over Draken var tre andre fly på tale: Dassault Mirage V, Douglas A-4 Skyhawk og Northrop F-5A. Den 1. april 1968 meddelte Flyvertaktisk Kommando officielt at valget var faldet på Draken, men allerede den 26. marts havde Finansudvalget behandlet sagen, og den 29. marts var kontrakten med Saab blevet underskrevet.
Den første ordre lød på 20 stk. A-35XD og 3 stk. SK-35XD, men allerede tre måneder senere, d. 18. juni 1968, blev der bestilt yderligere 20 stk. S-35XD og 3 stk. SK-35XD. Flyvevåbnet valgte selv at kalde typerne F-35 (typebogstav A), RF-35 (typebogstav AR) og TF-35 (typebogstav AT). Det bringer Danmark i den situation at vi nu har to vidt forskellige flytyper med samme betegnelse, eftersom F-35 Lightning II - Joint Strike Fighter, som blev valgt til Flyvevåbnet i 2016, internationalt kaldes F-35.

Med den første ordre blev Danmark den første eksportkunde til Draken.
De første Draken blev leveret i september 1970, de sidste i maj 1972. Af hensyn til uddannelse blev der i 1975 bestilt yderligere fem TF-35; eftersom Saab allerede havde omstillet produktionen til Saab 37 Viggen, blev man nødt til at 'håndbygge' flyene. De ankom til Danmark umalede, og pga. travlhed, med forkerte numre påmalet.
Draken blev anvendt i Flyvevåbnet i perioden fra 1970 til 1993. Ud over jagerbomberversionen F-35 anvendte Flyvevåbnet fotorekognosceringsudgaven RF-35 og det tosædede skolefly TF-35. Draken-flyene blev gennem hele deres tjenestetid anvendt af eskadrille 725 (jagerbombere) og 729 (rekognosceringsfly) på Flyvestation Karup. Uofficielt hed den "den flyvende murske".
De andre landes Draken-fly var i tjeneste som interceptorer med begrænset evne til at angribe jordmål; den enlige undtagelse fra denne regel var de danske Draken, som blev benyttet mod jord- og sømål og var i stand til at bære en blanding af AGM-12 Bullpup luft til jord-missiler, udstyr til elektroniske modforholdsregler, og forøget intern og ekstern brændstofmængde. De danske Draken var de tungeste der blev fløjet.
De danske fly havde ingen radar i næsen. For at kompensere for det manglende radar-udstyr, havde de metalnæse og ballast af balancehensyn. De svenske fly havde glasfiberarmerede næser af hensyn til radaren.
I 1980 blev Draken opgraderet med et Weapons Delivery and Navigation System (WDNS); systemet indeholdt en laser-afstandsmåler, en computer til beregning af sigtet, et head-up display og et inertinavigationssystem. Flyets evne til at udføre jordmålsangreb blev dermed betydeligt forbedret. For at skaffe plads til afstandsmåleren fik flyene en ny næse, der lignede den på RF-35.
Draken skulle have gjort tjeneste indtil midt i 90'erne, men på grund af udviklingen i Østeuropa blev det besluttet at nedlægge ESK 725 med udgangen af 1991. Den 31. december 1993 blev også ESK 729 nedlagt. Ud af de 51 danske Draken var kun 9 havareret; af de 42 overlevende fly gik 13 til uddannelse og test i USA, og 27 fly er udstillet, opmagasineret eller bliver anvendt til øvelser i Aircraft Battle Damage Repair (krigstidsreparationer).  

De to sidste fly, AT-158/OY-SKA "The Princess" og AR-113 "The Queen" holdes flyveklar af Draken Team Karup.

### Finland
Saab fremstillede delene til de 48 finske J35XS (Suomi) der blev samlet af Valmet. Senere blev nogle af Flygvapnets brugte J 35B, Sk 35C og J 35D solgt til Finland som 35BS, 35CS og 35DS.
I løbet af 1990erne opdaterede Finland sine 35XS-fly med ny avionics, cockpit-displays, navigations- og ildledelsessystemer, og udstyr til elektroniske modforholdsregler; disse fly udgik endeligt af tjeneste i år 2000, og blev erstattet med Boeing F/A-18 Hornet.

### Østrig
24 brugte J 35D blev solgt som J 35Ö (J 35OE).
Østrig var det sidste land der havde Draken i aktiv militær tjeneste. Østrigs Luftvåben indkøbte renoverede J 35D. Disse fly var de sidste, tilhørende Østrigs Luftvåben, der udelukkende havde interne maskinkanoner som våben mod fly på grund af restriktionerne i den Østrigske Statstraktat fra 1955, som udtrykkeligt forbød de østrigske fly at bære luft til luftmissiler. I løbet af 1993 blev dette forbud droppet som en respons til gentagne krænkelser af luftrummet, begået af kampfly fra naboen Jugoslavien. Efter disse episoder blev der indkøbt AIM-9 Sidewinder-missiler fra USA. I 2005 udgik disse Draken af tjeneste og blev midlertidigt erstattet med F-5 Tiger II, indkøbt fra Schweiz' Luftvåben, mens man afventede leveringen af fabriksnye Eurofighter Typhoon.

### USA
I USA benyttede National Test Pilot School (NTPS) seks tidligere danske Draken; flyene blev anvendt til træning og uddannelse af testpiloter.
Journalist Pia Bergqvist fra "Flying Magazine" bemærkede at skolen havde en ensædet Draken flyveklar, på trods af at kun tosædede blev benyttet til træningen; skolen hævdede at flyet blev benyttet til vedligeholdelsestræning for instruktørerne, men journalisten havde en fornemmelse af at det var et af instruktørernes frynsegoder at kunne suse afsted i et 'cool' og anderledes fly.
Flyene udtrådte af tjeneste i 2009, og blev fordelt til tre flymuseer i området.

## Versioner

### Proof-of-concept
Saab 210 Draken
Bedre kendt som Lilldraken, et nedskaleret "proof of concept" eksperimentelt fly, anvendt til at evaluere den specielle vinge med den dobbelte deltaform. Flyet var ikke som sådan en Draken-version, men indgik i udviklingen.

### Saab 35 Draken
J 35A
Jagerversion, i alt 90 stk. produceret inkl. prototyper.  J 35A blev leveret imellem 1959 og 1961. Halesektionen blev forlænget fra fly nr. 66 for at give plads til en større efterbrænder med forøget trykkraft. Den længere halekonus viste sig uventet at nedsætte flyets luftmodstand. Modifikationen gjorde det nødvendigt at montere et lille optrækkeligt halehjul for at forhindre skader ved tailstrikes ved start og landing. De to versioner fik øgenavnene Adam kort og Adam lång (Adam lang). J 35A var udrustet med en fransk Cyrano radar (Svensk betegnelse PS-02) - den samme som var monteret i Mirage III - eftersom den svenske radar ikke var blevet færdigudviklet i tide.
J 35B
Jagerversion, i alt 73 stk. fremstillet og leveret mellem 1962 og 1963.  Denne version havde forbedret radar og sigtemidler, og var også fuldt integreret med det svenske STRIL 60 overvågnings- og målsøgningssystem. Flyet var udstyret med et svenskbygget PS-03 radaranlæg.
SK 35C
25 stk. 'korthalede' J 35A ombygget til et tosædet skolefly. Modifikationerne var så små at flyene nemt kunne tilbageføres til J 35A standardversionen, hvis dette skulle vise sig nødvendigt. Skoleflyet manglede bevæbning.
J 35D
Jagerversion, i alt 120 stk. fremstillet og leveret mellem 1963 og 1964. Flyet havde fået en ny og kraftigere Rolls-Royce Avon 300 (RM6C), som kunne levere 77,3 kN trykkraft ved anvendelse af efterbrænderen. Dette var også den hurtigste Draken; flyet kunne, under vandret flyvning, accelerere indtil det løb tør for brændstof. Det var også den sidste Draken der bar to maskinkanoner. Udstyret med en PS-03-radar.
S 35E
Rekognosceringsversion, i alt 60 produceret. De 32 var nybygninger, resten var konverteret fra J 35D fly. Bevæbningen og radaren blev fjernet. Flyet var ubevæbnet for at gøre plads for i alt ni kameraer i Vinten ophæng (fem i næsen og fire i skroget), men havde dog et system til elektroniske modforholdsregler for at øge overlevelsesevnen. Flyet kunne også bære et infrarødt rekognosceringssystem af EG&G design i en kapsel ophængt på et af flyets hardpoints.
J 35F
Jagerversion, i alt 230 stk. fremstillet og leveret mellem 1965 og 1972. Denne version havde forbedret elektronik og flyinstrumenter, f.eks. et integreret radar- sigte- og missilkontrolsystem. Flyets primære bevæbning var IR og SARH versioner af Hughes Falcon missilet, som oprindeligt var planlagt for J 35D, og den ene af flyets maskinkanoner var fjernet for at give plads til en større instrumentering. J 35F2 var en J 35F udstyret med en Hughes N71 infrarød målsøgningssensor. Dette var en ændring 'på samlebåndet', udført fra flystel nr. 35501. Hawé modifikationerne I & II blev udført på P/S-01/011 radaranlæggene tidligt i 1980erne for at øge evnen til at modstå elektroniske modforholdsregler.
J 35J
I 1985 besluttede den svenske regering at opgradere 54 stk. J 35F2 til J 35J standarden. I 1987 blev yderligere 12 modifikationer bestilt: imellem 1987 og 1991 fik flyene en levetidsforlængelse, moderne elektronik og maskinkanoner, yderligere to Sidewinder (AIM-9P) pyloner under luftindtagene, og forøget brændstofkapacitet. Den sidste operationelle J 35J fløj for sidste gang i 1999.
Saab 35H
Foreslået eksportversion, beregnet på Schweiz' Luftvåben; ingen af disse fly blev solgt.
Saab 35XD
51 fly, bygget for eksport til Danmark: F-35 ensædet jagerbomber, TF-35 tosædet skolefly og RF-35 rekognosceringsfly. Draken blev modificeret kraftigt for at fungere som jagerbomber; sammenlignet med de svenske versioner blev de ydre vinger komplet omdesignet, og radaren manglede. Disse fly kunne bære tunge bomber såvel som Bullpup missiler; under WDNS opgraderingen i 1980erne fik flyene en ALQ-162 jammer, et Marconi Serie 900 HUD og en Ferranti LRMTS laser afstandsmåler/målsøger. XD betød Xport Danmark.
Saab 35XS
12 stk. jagerfly til Finlands Luftvåben; Flyene blev bygget af Saab, men samlet under licens af Valmet i Finland.  S i flyets typebetegnelse betød "Suomi" (Finland).
Saab 35BS
Brugte og renoverede J 35Bs solgt til Finland.
Saab 35FS
Brugte og renoverede J 35F1s solgt til Finland.
Saab 35CS
Brugte og renoverede SK 35Cs solgt til Finland.
Saab 35Ö
Midt i 1980erne tilbagekøbte Saab 24 stk. J 35D fra Flygvapnet, og konverterede dem til J 35Ö versionen (også kaldet J 35OE i engelsksproget litteratur) for eksport til Østrig. Under krigen i det tidligere Jugoslavien indkøbte Østrig AIM-9P5 "all aspect" Sidewinder missiler til deres Draken.

### Foreslåede modifikationer
Før det blev besluttet at udvikle JAS 39 Gripen i 1970erne, blev der undersøgt forskellige muligheder for at modificere J 35F flystel med et lavt antal flyvetimer.
35 MOD Level 4
Det mest ambitiøse modifikationsprogram. Blandt de foreslåede modifikationer var en ny ydre vinge, ekstra hardpoints til bevæbning, RBS 15 kapabilitet, tilføjelsen af canardvinger foran motorens luftindtag for at forbedre manøvreevnen, og den maksimale take-off vægt forøget til 15.000 kg.
35 MOD Level 1b
I det store og hele det fly der endte som J 35J.

## Operatører
De sidste Saab 35 Draken udtrådte af militær tjeneste i 2005.

### Militære
Danmark
- Flyvevåbnet

51 fly, fordelt på Eskadrillerne 725 og 729.
Den danske Drakenflåde udgjordes af:
20 stk. jagerbombere F-35 (Fabriksbetegnet A35XD: Attack 35 Xport Danmark), typebogstav A.
20 stk. fotofly RF-35 (Fabriksbetegnet S35XD: Spaning 35 Xport Danmark), typebogstav AR.
11 stk. skolefly TF-35 (Fabriksbetegnet Sk35XD: Skol 35 Xport Danmark), typebogstav AT.
 Finland
- Finlands Luftvåben finsk: Ilmavoimat)

50 stk. Draken, fordelt på eskadrillerne 11 og 21. Flåden bestod af:
6 stk. J 35BS i tjeneste 1972 - 1997
2 stk. J 35A/B i tjeneste 1972 - 1985
12 stk. J 35XS, samlet lokalt og i tjeneste 1974 - 1998
25 stk. J 35FS i tjeneste 1976 - 2000
5 stk. Sk 35CS i tjeneste 1976 - 2000
 Sverige
- Det Svenske Flyvevåben (svensk: Flygvapnet)

Oversigt over de svenske Draken, og hvor de var udstationeret. Antal mangler:
|                 | J 35A     | J 35B     | SK 35C    | J 35D     | S 35E     | J 35F/F2  | J 35J     |
| --------------- | --------- | --------- | --------- | --------- | --------- | --------- | --------- |
| F 1 Hässlö      | –         | –         | –         | –         | –         | 1966–1983 | –         |
| F 3 Malmslätt   | –         | –         | –         | 1965–1970 | –         | 1970–1973 | –         |
| F 4 Frösön      | –         | –         | –         | 1969–1984 | –         | –         | –         |
| F 10 Ängelholm  | –         | 1966–1976 | 1986–1999 | 1964–1971 | –         | 1969–1991 | 1987–1999 |
| F 11 Nyköping   | –         | –         | –         | –         | 1965–1979 | –         | –         |
| F 12 Kalmar     | –         | –         | –         | –         | –         | 1968–1979 | –         |
| F 13 Norrköping | 1960–1964 | –         | –         | 1963–1966 | –         | 1965–1978 | –         |
| F 16 Uppsala    | 1961–1976 | 1962–1965 | 1962–1985 | –         | –         | 1976–1985 | –         |
| F 17 Kallinge   | –         | –         | –         | –         | –         | 1972–1982 | –         |
| F 18 Tullinge   | –         | 1962–1973 | –         | –         | –         | –         | –         |
| F 21 Kallax     | –         | –         | –         | 1969–1984 | 1966–1979 | –         | –         |

 Østrig
- Østrigs Luftvåben (tysk: Österreichische Luftstreitkräfte)

24 fly, i tjeneste 1988 - 2005, placeret i Fliegerregiment 2, Staffel 1 & 2

### Civile
USA
- National Test Pilot School

Seks tidligere danske Draken, anvendt fra 1994 - 2009.

## Overlevende fly
Et temmelig stort antal Draken har overlevet. Der er 4 stk. i flyvedygtig stand, to i Sverige og to i USA. Resten er udstillet på museer eller står portvagt, hovedsageligt i Europa. Her er kun et udpluk, en mere komplet liste kan findes på  Eksisterende Saab 35 Drakenfly (en).
Belgien
Et enkelt fly udstillet i det Kongelige Millitærmuseum, Bruxelles
Danmark
A-001 er udstillet på Danmarks Tekniske Museum i Helsingør.
A-002 er udstillet i Hangar 2, Værløse Flyhistoriske Hangar, Værløse
AT-160 er  udstillet hos Værløse Flyhistoriske Hangar. Værløse.
A-005 er udstillet på Koldkrigsmuseum Langelandsfort på Langeland.
A-006 er udstillet i Bornholms Tekniske Samling, da det har været en del af afvisningsberedskabet.
A-008 stod indtil slutningen af 2017 portvagt foran Randers Flyveplads (EKRD)
A-009 er udstillet i Danmarks Flymuseum, Stauning.
A-010 er udstillet foran Aalborg Forsvars- og Garnisonsmuseum. Flyet er i dårlig stand, eftersom det står udendørs og der ikke er midler til at renovere det (ej synlig på luftfotos forår 2018).
A-012 er udstillet ved Egeskov Slot
AR-102 stod indtil 2023 portvagt foran Tønder Flyveplads (EKTD) - som derfor fik øgenavnet Tønder Air Force Base. Svært medtaget og transporteret til Karup med henblik på ophugning.
AR-104 stod en periode portvagt foran Termas fabrik i Grenaa. Flyet befinder sig nu hos nedbrydningsfirmaet Jatop ApS i Bjerringbro.
AR-105 er monteret på hydraulik og fungerer som flysimulator ved ungdomsklubben Viadukten i Roskilde.
AR-112 står portvagt ved Flyvestation Karups hovedindgang.
AR-115 har stået ved Stevnsfortet siden 2023.
AR-118 har tidligere stået portvagt foran Danmarks Flymuseum, Stauning, men er fjernet. Det antages at flyet er opmagasineret.
Derudover er AR-113 og AT-158 (registreret som OY-SKA) tilhørende Draken Team Karup i stand til at køre på jorden ved egen kraft, men er ikke registreret som flyvedygtige.
AT-160 er udstillet i Hangar 2, Værløse Flyhistoriske Hangar, Værløse
Et eksemplar står udstillet foran Hjallerup Mekaniske Museum.
Estland
Et tidligere svensk fly udstillet på Estlands Flymuseum.
Finland
9 stk. Draken på forskellige museer, heraf fire på det Finske Luftvåbensmuseum (Suomen Ilmavoimamuseo) i Tikkakoski i den nordlige ende af Jyväskylä.
Yderligere fire Draken gør tjeneste som portvagter.
Frankrig
Et tidligere svensk fly i Musée de l’air et de l’espace i Paris, et tidligere østrigsk i Musée des ailes anciennes, Toulouse.
Polen
Et enkelt tidligere svensk fly er udstillet i det Polske Flymuseum i Kraków.
Sverige
To flyvedygtige fly er i tjeneste ved Swedish Air Force Historic Flight (sv) på Såtenäs udenfor Lidköping i Västra Götalands län.
19 andre fly er udstillet på museer, eller gør tjeneste som portvagt.
Storbritannien
En Draken står portvagt foran en faldskærmsfabrik i Llangeinor (Wallisisk: Llangeinwyr) i Wales.
Yderligere to Draken er udstillet i henholdsvis Newark Air Museum og Dumfries and Galloway Aviation Museum i Skotland
Tyskland
Der er tre Draken udstillet i Tyskland.
USA
Der er to flyvedygtige Draken udstationeret i McCellan Air Park i Californien. Begge flyene var tidligere i tjeneste i Sverige.
Ikke mindre end 12 tidligere danske Draken befinder sig i USA. 9 bliver opbevaret forskellige steder (6 i Californien, et i Virginia, og to står imellem civile rutefly i den store Aircraft Boneyard i Mojaveørkenen, Californien); de sidste tre er udstillet.
Østrig
Der er 12 Draken udstillet forskellige steder, heraf er tre tidligere svenske fly. Derudover er endnu tre fly under restaurering, og tre flystel bliver benyttet til undervisning ved luftvåbnet.

## Specifikationer (J 35F Draken)
| Besætning:         | 1                             | Pilot                                                                                        |
| Længde:            | 15,35 m                       | 50 ft. 4 in.                                                                                 |
| Højde:             | 3,89 m                        | 12 ft. 9 in.                                                                                 |
| Spændvidde:        | 9,42 m                        | 30 ft. 10 in.                                                                                |
| Vingeareal:        | 49,20 m²                      | 529,6 ft²                                                                                    |
| Tomvægt:           | 7.865 kg                      | 17.340 lb                                                                                    |
| Max. vægt:         | 11.000 kg                     | 24.250 lb                                                                                    |
| Max. takeoff vægt: | 16.000 kg                     | 35.273 lb                                                                                    |
| Motor:             | 1 stk. Volvo Flygmotor RM6C   | turbojet med efterbrænder                                                                    |
| Trykkraft:         | 56,5 kN                       | 12.787 lbf                                                                                   |
| Med efterbrænder:  | 78,4 kN                       | 17.637 lbf                                                                                   |
| Max. fart:         | Mach 2,0                      | ved 11.000 m (36.100 ft.)                                                                    |
| Rækkevidde:        | 2.750 km                      | 1.709 mi. med eksterne droptanke                                                             |
| Max.flyvehøjde:    | 20.000 m                      | 65.600 ft.                                                                                   |
| Stigehastighed:    | 250 m/s                       | 49.200 ft/min                                                                                |
| Vingebelastning:   | 231,6 kg/m²                   | 47,4 lb/ft²                                                                                  |
| Trykkraft/vægt:    | 0,70                          |                                                                                              |
| Takeoff roll:      | 800 m                         | 2.623 ft                                                                                     |
| Bevæbning:         |                               |                                                                                              |
| Maskinkanoner:     | 1 x 30 mm ADEN                | revolverkanon med 100 skud.                                                                  |
|                    |                               | (1 maskinkanon udeladt for at give plads til styringen af Falcon-missiler)                   |
| Hardpoints:        | til brændstof eller bevæbning | 2.900 kg (6.393 lbs)                                                                         |
| Hardpoints:        | til luft til luftmissiler     | Rb 24, Rb 27 eller Rb 28                                                                     |
| Hardpoints:        | til raketter                  | 2× 75 mm luft-til-jord i kapsler under skroget eller 12× 135 mm på seks pyloner.             |
| Hardpoints:        | til bomber                    | Kun den danske version: modificeret til NATO-standard og havde hardpoints til 500 kg bomber. |

### Oversigt over de svenske versioner
|                                  | J 35A Kort                                               | J 35A Lang                                               | J 35B                                                    | SK 35C                                                   | J 35D                                         | S 35E                                         | J 35F/F-2                                              | J 35J                                                  |
| -------------------------------- | -------------------------------------------------------- | -------------------------------------------------------- | -------------------------------------------------------- | -------------------------------------------------------- | --------------------------------------------- | --------------------------------------------- | ------------------------------------------------------ | ------------------------------------------------------ |
| Sæder                            | Et                                                       | Et                                                       | Et                                                       | Two                                                      | Et                                            | Et                                            | Et                                                     | Et                                                     |
| Længde                           | 15,207 m (49,89 ft)                                      | 15,34 m (50,33 ft)                                       | 15,34 m (50,33 ft)                                       | 15,207 m (49,89 ft)                                      | 15,34 m (50,33 ft)                            | 15,34 m (50,33 ft)                            | 15,34 m (50,33 ft)                                     | 15,34 m (50,33 ft)                                     |
| Spændvidde                       | 9,42 m (30,9 ft)                                         | 9,42 m (30,9 ft)                                         | 9,42 m (30,9 ft)                                         | 9,42 m (30,9 ft)                                         | 9,42 m (30,9 ft)                              | 9,42 m (30,9 ft)                              | 9,42 m (30,9 ft)                                       | 9,42 m (30,9 ft)                                       |
| Vingeareal                       | 49,22 m2 (529,8 sq ft)                                   | 49,22 m2 (529,8 sq ft)                                   | 49,22 m2 (529,8 sq ft)                                   | 49,22 m2 (529,8 sq ft)                                   |                                               |                                               |                                                        |                                                        |
| Højde, halen                     | 3,869 m (12,69 ft)                                       | 3,869 m (12,69 ft)                                       | 3,869 m (12,69 ft)                                       | 3,869 m (12,69 ft)                                       | 3,89 m (12,76 ft)                             | 3,89 m (12,76 ft)                             | 3,89 m (12,76 ft)                                      | 3,89 m (12,76 ft)                                      |
| Radartype                        | PS-02/A                                                  | PS-02/A                                                  | PS-03/A                                                  | –                                                        | PS-03/A                                       | –                                             | PS-011/A                                               | PS-011/A                                               |
| Sigte                            | 6B                                                       | 6B                                                       | 7A                                                       | –                                                        | 7A                                            | –                                             | 7B                                                     | 7B                                                     |
| Tomvægt                          | 6.590 kg (14.500 lb)                                     | 6.590 kg (14.500 lb)                                     | 6.590 kg (14.500 lb)                                     | 6.792 kg (15.000 lb)                                     | 7.265 kg (16.000 lb)                          | 7.311 kg (16.100 lb)                          | 7.425 kg (16.400 lb)                                   | 7.422 kg (16.400 lb)                                   |
| Max. take-off vægt (MTOW)        | 10.089 kg (22.200 lb)                                    | 10.189 kg (22.500 lb)                                    | 10.508 kg (23.200 lb)                                    | 10.089 kg (22.200 lb)                                    | 11.864 kg (26.200 lb)                         | 11.973 kg (26.400 lb)                         | 11.914 kg (26.300 lb)                                  | 12.430 kg (27.400 lb)                                  |
| Maksimal hastighed               | 1.900 km/h (1.200 mph)                                   | 1.900 km/h (1.200 mph)                                   | 1.900 km/h (1.200 mph)                                   | 1.900 km/h (1.200 mph)                                   | 2.150 km/h (1.340 mph)                        | 2.150 km/h (1.340 mph)                        | Mach 2.0                                               | Mach 2.0                                               |
| Krav til landingsbane            | 810 m (2.660 ft), eller 510 m (1.670 ft) med bremseskærm | 810 m (2.660 ft), eller 510 m (1.670 ft) med bremseskærm | 810 m (2.660 ft), eller 510 m (1.670 ft) med bremseskærm | 810 m (2.660 ft), eller 510 m (1.670 ft) med bremseskærm | 920 m (3.020 ft) 680 m (2.230 ft) bremseskærm | 921 m (3.022 ft) 678 m (2.224 ft) bremseskærm | 1.220 m (4.000 ft), eller 880 m (2.890 ft) bremseskærm | 1.220 m (4.000 ft), eller 880 m (2.890 ft) bremseskærm |
| Internt brændstof                | 2.240 L (590 US gal)                                     | 2.240 L (590 US gal)                                     | 2.240 L (590 US gal)                                     | 2.240 L (590 US gal)                                     | 2.820 L (740 US gal)                          | 2.820 L (740 US gal)                          | 2.820 L (740 US gal)                                   | 2.820 L (740 US gal)                                   |
| Droptanke 525 L (139 US gal)     | 1                                                        | 1                                                        | 1                                                        | 1                                                        | 2                                             | 4                                             | 2                                                      | 4                                                      |
| Maskinkanoner 30mm Aden          | 2                                                        | 2                                                        | 2                                                        | –                                                        | 2                                             | –                                             | 1                                                      | 1                                                      |
| Luft til luftmissiler Sidewinder | 4                                                        | 4                                                        | 4                                                        | –                                                        | 4                                             | –                                             | 4 Falcon-kapabel                                       | 6 Falcon-kapabel                                       |
| Ustyrede raketter 75mm           | –                                                        | –                                                        | 2×19                                                     | –                                                        | 2×19                                          | –                                             | 2×19                                                   | 4×19                                                   |
| Motor                            | RM6B                                                     | RM6B                                                     | RM6B                                                     | RM6B                                                     | RM6C                                          | RM6C                                          | RM6C                                                   | RM6C                                                   |
| Efterbrænder                     | Ebk 65                                                   | Ebk 66                                                   | Ebk 66                                                   | Ebk 65                                                   | Ebk 67                                        | Ebk 67                                        | Ebk 67                                                 | Ebk 67                                                 |